# 大河口乡 (姚安县)
大河口乡，是中华人民共和国云南省楚雄彝族自治州姚安县下辖的一个乡镇级行政单位。

## 行政区划
大河口乡下辖以下地区：
大河口村、大栎树村、涟水村、麂子村、大柏者乐村和蒿子箐村。